# Colector solar

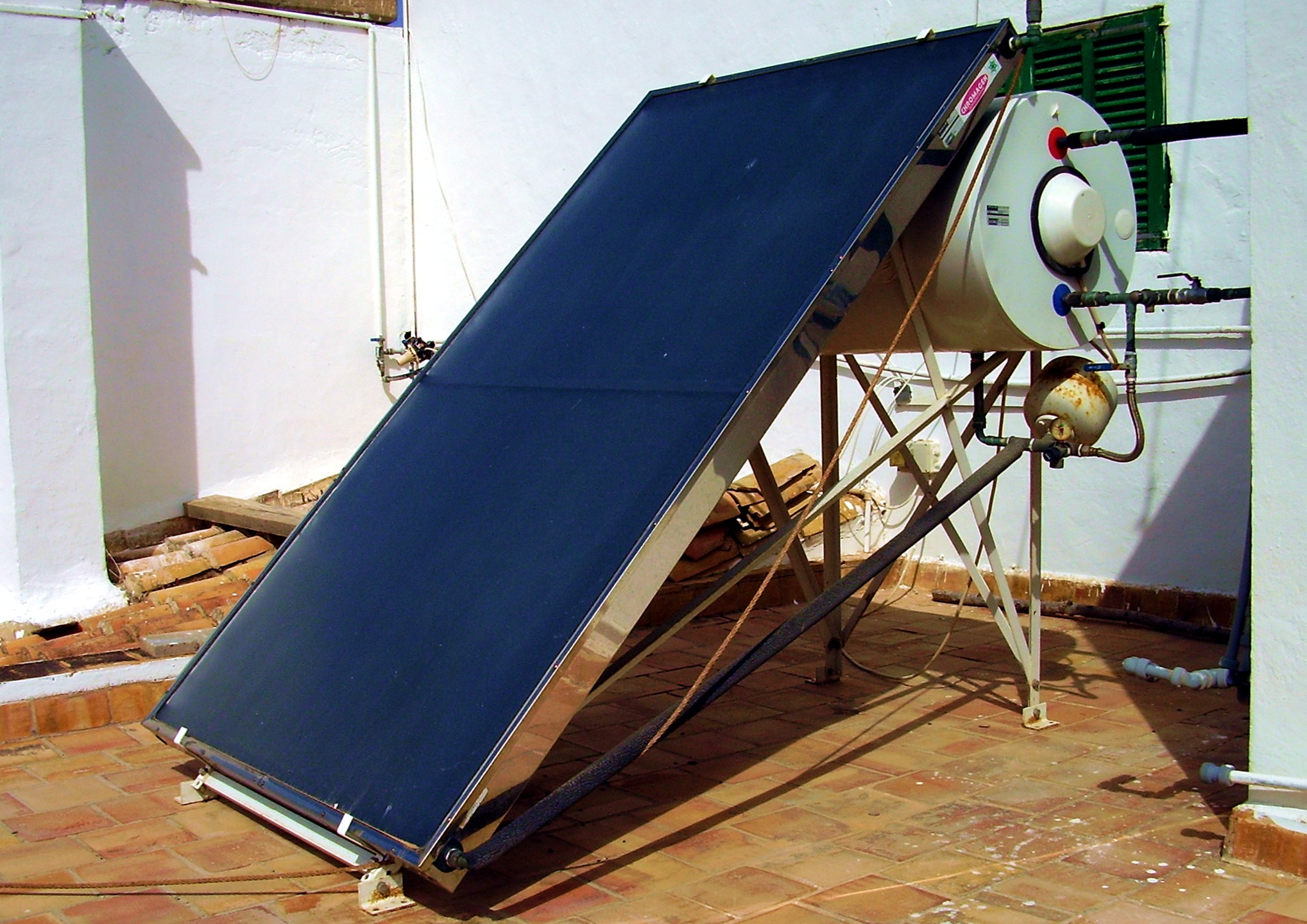
Colector solar cu rezervor, utilizat pentru prepararea apei calde menajere.

Spre deosebire de panourile solare fotovoltaice, un colector solar (captator solar, panou solar termic) este o instalație ce captează energia solară conținută în razele solare și o transformă în energie termică. Deoarece aproape întreg spectrul radiației solare este utilizat pentru producerea de energie termică, randamentul acestor colectoare este ridicat fiind în jur de 60 % - 75 % raportat la energia razelor solare incidente (200 - 1000 W/m² în Europa, în funcție de latitudine, anotimp și vreme).

## Istoric
Ideea utilizării efectului termic al radiației solare este veche. Încă din antichitate Arhimede a incendiat flota romană concentrând razele solare cu ajutorul oglinzilor (legendă?).
În secolul al XVIII-lea naturalistul Horace-Bénédict de Saussure a construit precursorul colectorului solar de azi, o cutie simplă de lemn, cu interiorul vopsit în negru și acoperită cu sticlă. Cu acest prim colector solar s-a atins o temperatură de 87 °C.
La mijlocul secolului al XIX-lea francezul Augustin Mouchot a dezvoltat colectorul lui Saussure adăugându-i oglinzi concave, iar în anul 1878 la expoziția mondială din Paris a expus o mașină cu abur acționată cu energie solară și a făcut propunere utilizării acesteia pentru generarea de electricitate.

## Principiu de funcționare
Din punct de vedere funcțional, componenta principală a colectorului solar este elementul absorbant al radiației care transformă energia razelor solare în energie termică și o cedează unui agent termic (apă, antigel). Cu ajutorul acestui agent termic, energia este preluată de la colector și este fie stocată, fie utilizată direct (ex. apă caldă de consum).
Pentru a reduce pierderile termice inevitabile, este nevoie de o izolare termică a elementului absorbant de mediul înconjurător. În funcție de tehnica utilizată în acest scop se deosebesc:
- colectoare ce utilizează materiale izolatoare obișnuite;
- colectoare în care izolarea termică se realizează cu ajutorul vidului dar au o tehnologie de fabricație costisitoare;
- colectoare ce se bazează pe tehnici simple și care se utilizează la încălzirea bazinelor de înot.

## Mod de construcție

#### Colectoare plane

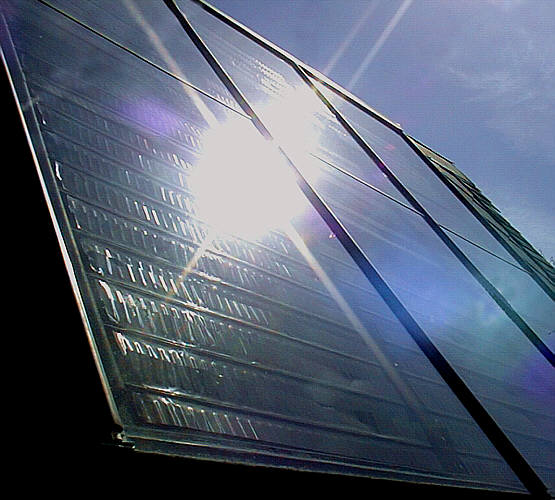
Colector solar.

În principiu, un colector solar are o carcasă metalică de formă dreptunghiulară în care se află montate celelalte elemente. Printr-un geam de sticlă, razele solare cad pe o suprafață care absoarbe aproape întregul domeniu spectral al acestora. Energia calorică rezultată nu se pierde, colectorul fiind izolat termic în toate părțile. Căldura de convecție spre exterior este limitată de unul sau mai multe geamuri. La colectoarele cu vacuum, aceasta este aproape în întregime eliminată. Căldura de radiație, datorată temperaturii proprii, este de asemenea împiedicată de geamul de sticlă care este opac pentru lungimile de undă mai mari. Această căldură este reținută în interiorul colectorului, echilibrul termic conducând la o temperatură mai înaltă decât în situația fără geam. Acest efect este cunoscut sub numele de efect de seră. La colectoarele solare moderne se utilizează sticlă specială, cu un conținut cât mai mic posibil de fier și cu o rezistență mărită la grindină și încărcare cu zăpadă.
Elementul absorbant, mai ales la colectoarele cu vid, poate prezenta o selectivitate față de lungimea de undă, astfel încât, pe de o parte, să absoarbă o gamă cât mai largă de radiație solară și, pe de altă parte, să aibă o emisie cât mai redusă în domeniul de infraroșu apropiat, pentru a reduce emisia de căldură
Elementul absorbant cedează căldura agentului termic ce curge prin conductele de cupru sau aluminiu atașate acestuia. Agentul termic transportă energia calorică la utilizator sau la un recipient de stocare. Unele instalații solare au circuitul agentului termic deschis, ceea ce înseamnă că prin conductele colectorului circulă chiar apa necesară utilizatorului, cum este cazul în principal al instalațiilor funcționând pe principiul termosifonului. În regiunile cu pericol de îngheț mai mare, se apelează totuși de regulă la circuite separate. Circuitul primar, cel al colectorului conține un lichid rezistent la îngheț (antigel). Din circuitul primar căldura este transferată prin intermediul unui schimbător de căldură apei din circuitul secundar, cel al utilizatorului.

#### Colectoare cu tuburi vidate

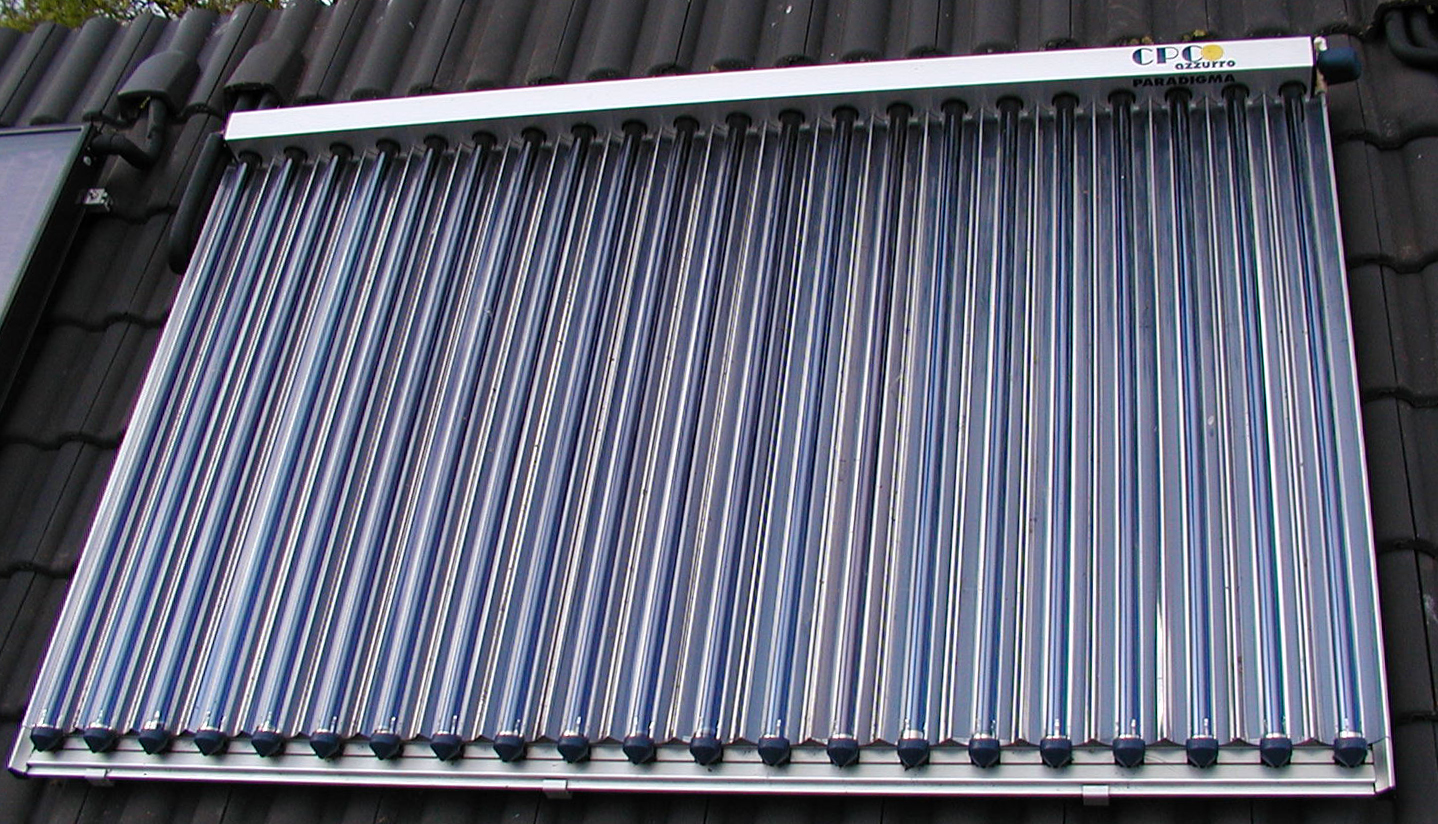
Colector solar cu tuburi vidate.

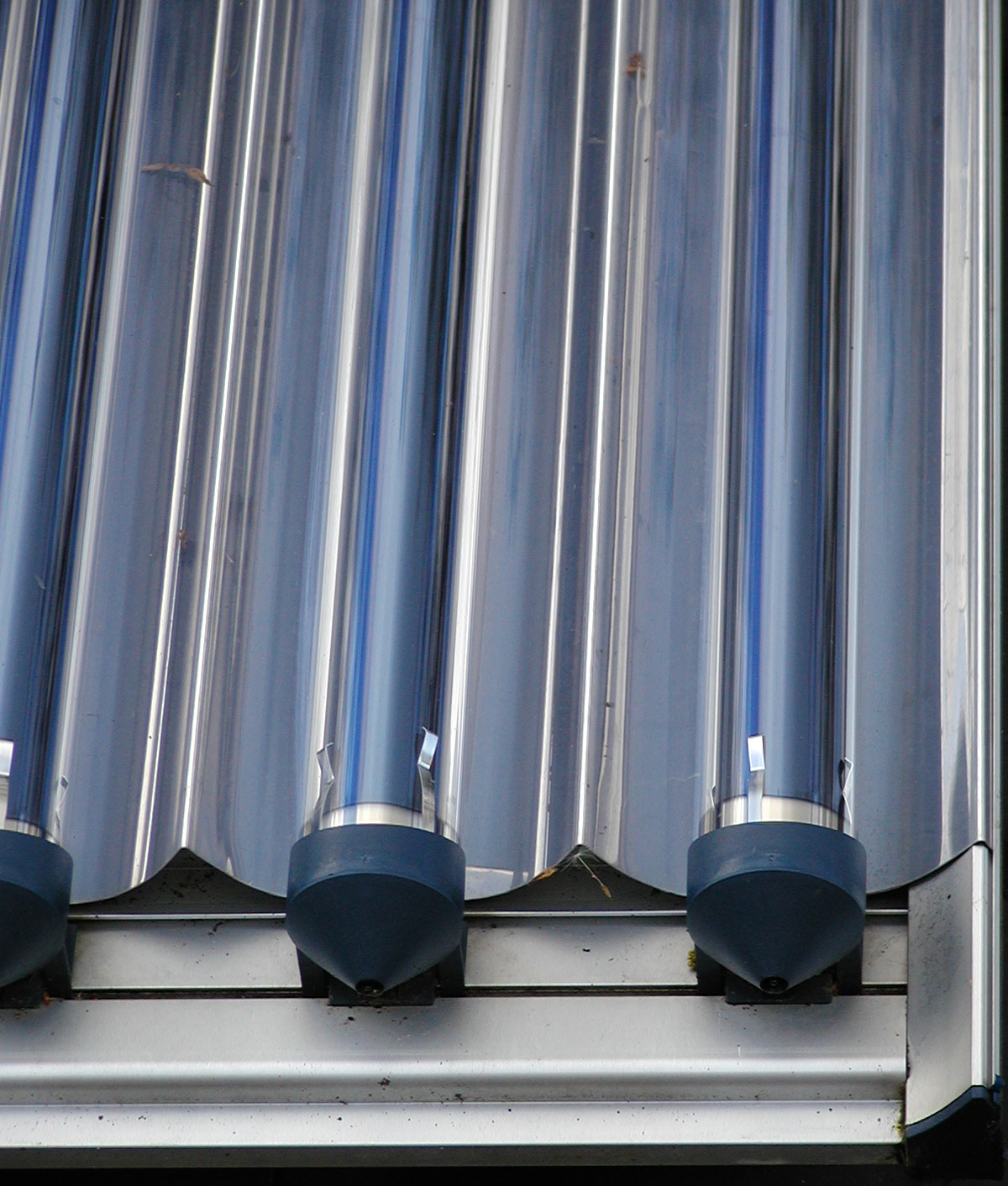
Detaliu colector solar cu tuburi vidate.

O construcție specială prezintă colectoarele solare cu tuburi vidate. Ele se compun din tuburi paralele în spatele cărora se află reflectoare pentru concentrarea radiației solare. Tuburile vidate se compun din două tuburi de sticlă concentrice intre care este vid. Tubul din interior este înconjurat de o suprafață absorbantă de care este atașat un tub de cupru prin care circulă un agent termic. Vidul dintre tuburi reduce la minimum pierderile de căldură prin convecție și conducție, permițând obținerea de performanțe superioare (randament și temperaturi mai mari). Datorită temperaturilor mai mari instalația de încălzire poate necesita elemente speciale pentru eliminarea pericolului supraîncălzirii. Astfel de colectoare sunt mai eficiente în zonele cu temperatură moderată, utilizarea lor în zone calde justificându-se doar în instalații tehnice unde este nevoie de temperaturi mai mari. Un alt avantaj îl reprezintă faptul că suprafața absorbantă fiind mereu perpendiculară pe direcția razelor solare, energia absorbită este aproape constantă în cursul zilei. Tehnologia utilizată la fabricarea acestui tip de colector este asemănătoare celei de la centralele termice cu jgheaburi parabolice.

## Elementul absorbant
Elementul absorbant trebuie să capteze cât mai bine radiația solară, atât cea directă cât și cea difuză, și să o transforme în căldură. În același timp căldura cedată sub formă de radiație să fie cât se poate de mică. În termeni tehnici aceasta înseamnă că trebuie să se comporte selectiv față de lungimile de undă corespunzătoare celor două procese.
În țările cu climă mai caldă se întrebuințează adeseori componente acoperite doar cu așa numitele lacuri solare. Aceste lacuri sunt foarte rezistente la căldură și de regulă sunt de culoare neagră pentru a avea gradul de absorbție cel mai mare posibil pentru radiația solară. În același timp aceste lacuri au un nivel destul de înalt de emisie în zona de mijloc a radiației infraroșii – ca urmare o parte a căldurii captate va fi emisă din nou.
Pentru a reduce la minimum pierderile de energie, se va acoperi partea absorbantă cu un strat foarte selectiv. Astfel se pot obține coeficienți de absorbție de 94 % în banda de 0,4 ... 0,8 µm lungime de undă și coeficienți de emisie de 6 % pentru lungimea de undă de 7,5 µm corespunzătoare radiației proprii a materialului absorbant.
Una din primele acoperiri cu materiale cu absorbție selectivă, utilizabilă în producția în serie, a fost acoperirea cu crom. Acesta se aplică pe suprafețele de aluminiu sau cupru prin galvanizare. Pe suprafața metalului apar firicele de crom care captează între ele razele de lumină, dar datorită mărimii lor reduse nu permit emiterea de lungimi de undă mai mari. O modalitate elaborată dar care însă nu a mai fost pusă în fabricație a avut ca bază acoperirea cu nichel.
Până prin anul 1977 procedeul de cromare era dominant pe piață. Între timp au apărut noi modalități de acoperire cu strat absorbant care permit obținerea de randamente mai mari pe de o parte, și prin renunțarea la procesele galvanice sunt mai ecologice din punct de vedere al producției și reciclării pe de altă parte.
Actualmente cel mai extins procedeu este cel de depunere în atmosferă de gaz inert a unui strat de titan de culoare albastră (procedeul PVD), care cu toate că în comparație cu negrul din cazul acoperirii cu crom are un coeficient de absorbție mai mic, prezintă o emisie mult mai slabă și ca atare un randament total mai mare. Primele acoperiri de acest tip s-au elaborat în Germania și au fost lansate pe piață de către TiNOX GmbH. Teoretic se pot obține și alte culori ale stratului de acoperire, care însă nu au același randament.
O altă tehnologie a fost elaborată în anii 90 de către firma Interpane  care creează o structură de ceramică – metal (probabil tot pe bază de titan) care strălucește într-un ton de negru-albăstrui.
Cele două procedee de acoperire, până mai recent, erau posibile doar pe suprafețe de cupru, pentru aluminiu tehnici corespunzătoare au apărut doar de puțin timp pe piață. Chiar și în acest caz pentru transportul căldurii cu ajutorul agentului termic se utilizează conducte de cupru care se racordează prin sudare laser cu partea absorbantă.
Pe lângă materialul de acoperire utilizat, producătorii se disting și prin forma de realizare a părții absorbante. Frecvente sunt soluțiile ce utilizează o placă metalică ce acoperă toată suprafața interioară a colectorului. În acest caz conducta este sudată/lipită în formă de harfă sau serpentină pe spatele plăcii. Pe lângă aceasta există construcții pe bază de benzi de cca 10-15cm lățime pe reversul cărora se află câte o conductă sudată. Benzile mai apoi sunt racordate prin sudură la cele două capete la o conductă colectoare. O a treia formă este asemănătoare unei perne, pe spatele plăcii absorbante fiind sudată o a doua placă, formată prin stanțare. Agentul termic circulă printre cele două plăci. În principiu prima variantă de realizare prezintă eficiența cea mai mare. Dar pentru că producătorii, la început au putut utiliza noile procedee de obținere a straturilor foarte selective doar în cazul plăcilor de cupru cu dimensiuni limitate, mai ales în cazul modelelor mai vechi a fost posibilă utilizarea doar a benzilor. Între timp noile tehnologii permit fabricarea de plăci de până la 1200 mm lățime, ceea ce asigură o mai mare flexibilitate în variantele de fabricație. În schimb utilizarea benzilor pe de o parte face posibilă doar asamblarea în formă de harfă, pe de altă parte permite adaptarea mai ușoară la forma acoperișurilor (colectoare cu dimensiuni la cerere).

## Utilizări

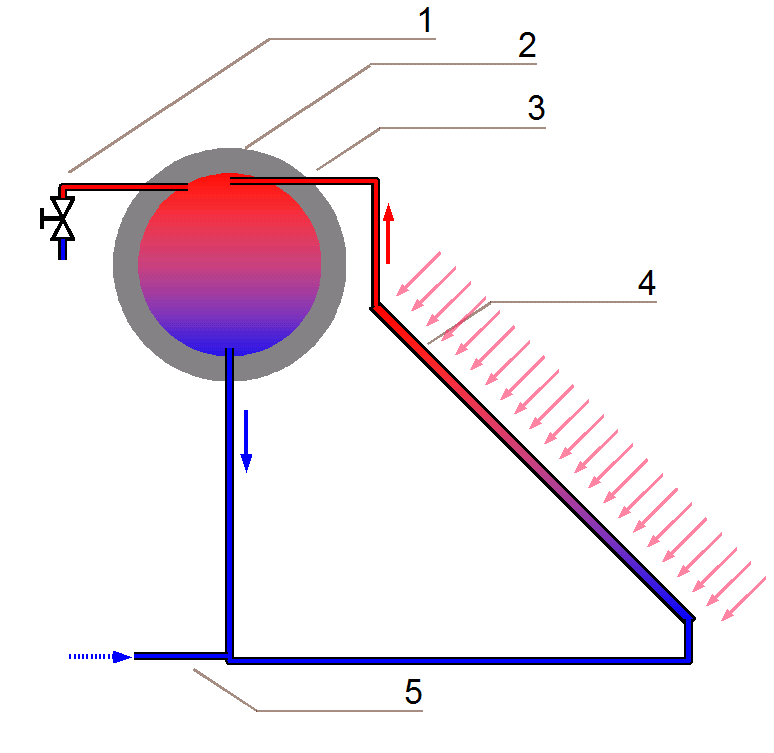
Principiul termosifon.

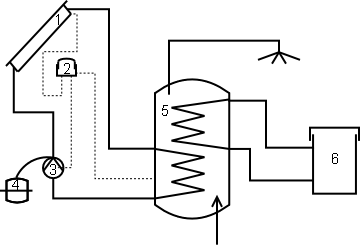
Schemă simplificată de prepararea apei calde menajere cu colector solar 1. Colector solar; 2. Comandă; 3. Pompă; 4. Vas de presiune; 5. Rezervor de apă; 6. Sursă de căldură complementară)

Colectorul solar este componenta principală a unei instalații termice solare și până în anul 2002 a fost utilizat îndeosebi pentru prepararea de apă caldă, iar recent își găsește aplicare și în furnizarea energiei necesare încălzirii clădirilor. Dacă este asociat cu un rezervor de stocare a energiei, se poate asigura încălzirea clădirii numai cu energie solară.
Vehicularea energiei termice între colectorul solar și locul de utilizare sau depozitare poate avea loc cu sau fără utilizarea unei surse de energie externă. În primul caz avem de-a face cu sisteme ce utilizează pompe acționate electric, sisteme de reglare automată etc., în al doilea caz se utilizează principiul termosifon bazat pe diferența de densitate a agentului termic la diferite temperaturi. Apa caldă se ridică în sus, pe când cea rece coboară. Altfel decât la încălzire centrală funcționând pe același principiu, în acest caz rezervorul trebuie să se găsească deasupra colectorului solar. Adesea colectorul solar și rezervorul constituie un bloc comun.
Cele mai cunoscute și frecvente utilizări ale colectoarelor solare este în prepararea apei calde menajere. La montare corespunzătoare a colectoarelor și a rezervorului, în Europa Centrală se poate asigura apa necesară pentru spălat și baie pe întreg pe o perioadă de cca. o jumătate de an (sezonul de vară). Teoretic se poate asigura căldura necesară consumului casnic pe parcursul întregului an, dar în acest caz este nevoie de o suprafață mai mare acoperită cu colectoare, rezultând un exces de apă caldă pe perioada verii. La o astfel de supradimensionare, randamentul investiției semnificativ mai mari va fi redus și nu va fi compensat de economia de combustibili fosili (gaz, păcură, lemn etc.) sau electricitate devenind nerentabil. Colectoare dimensionate economic, pot înlocui sau completa sursele de energie termică într-un procent suficient de mare contribuția la prepararea apei calde variind între 30 % și 100 % raportat la un an întreg.
Primele suprafețe mari acoperite cu colectoare solare au apărut după criza petrolieră din anii 70 fiind utilizate la încălzirea apei din bazinele de înot publice și private. Instalarea de colectoare solare a primit un impuls suplimentar în Germania datorită sprijinului guvernamental federal și celui al landurilor. Chiar și procese industriale utilizează energia termică solară. Un exemplu în acest sens îl prezintă încălzirea biomasei în procesul de preparare al biogazului.
Dacă instalațiile cu colectoare solare se racordează și la instalațiile de încălzire, se poate contribui și la reducerea costului cu încălzirea cu până la câteva zeci de procente. În cazul unei exigențe mai mari la întregul sistem se poate racorda un rezervor de stocare sezonieră a căldurii ceea ce va permite acumularea de suficientă energie calorică pentru a putea complet elimina utilizarea altor combustibili. Un astfel de rezervor de stocare de căldură, în cel mai simplu caz poate fi o cantitate suficientă de apă sau pietriș (cca. 20 t) din mijlocul clădirii sau subsolul acesteia.
Amortizarea unei instalații solare pentru producerea apei calde este posibilă în cca. 8 ani în condițiile unei construcții optime, a unei utilizări raționale și a existenței unui sprijin din partea statului la tendințele actuale de pe piața combustibililor fosili. Producătorii livrează colectoare solare cu o durată de viață previzibilă de cca. 20 ani. Durate de amortizare de peste 16 ani sunt posibile doar dacă instalația a fost necorespunzător proiectată, respective utilizată.
Pentru a dispune de apă caldă suficientă și în zilele ploioase colectoarelor solare li se atașează din construcție un rezervor special de apă caldă cu schimbător de căldură care în funcție de numărul de membri de familie poate avea o capacitate de 300-1500L. Pentru clădirile mai mari (blocuri, spitale, hoteluri, etc.), care datorită mărimii au o utilizare aproape continuă, putând avea un termen de amortizare mai redus, se construiesc rezervoare de stocare a căldurii industriale dimensionate corespunzător consumului. În rezervoarele obișnuite, circuitul primar al colectorului încălzește doar jumătatea de jos a acestuia, apa caldă ridicându-se datorită convecției și temperatura ajungând până la valoarea admisă de 95 °C.

## Considerente economice

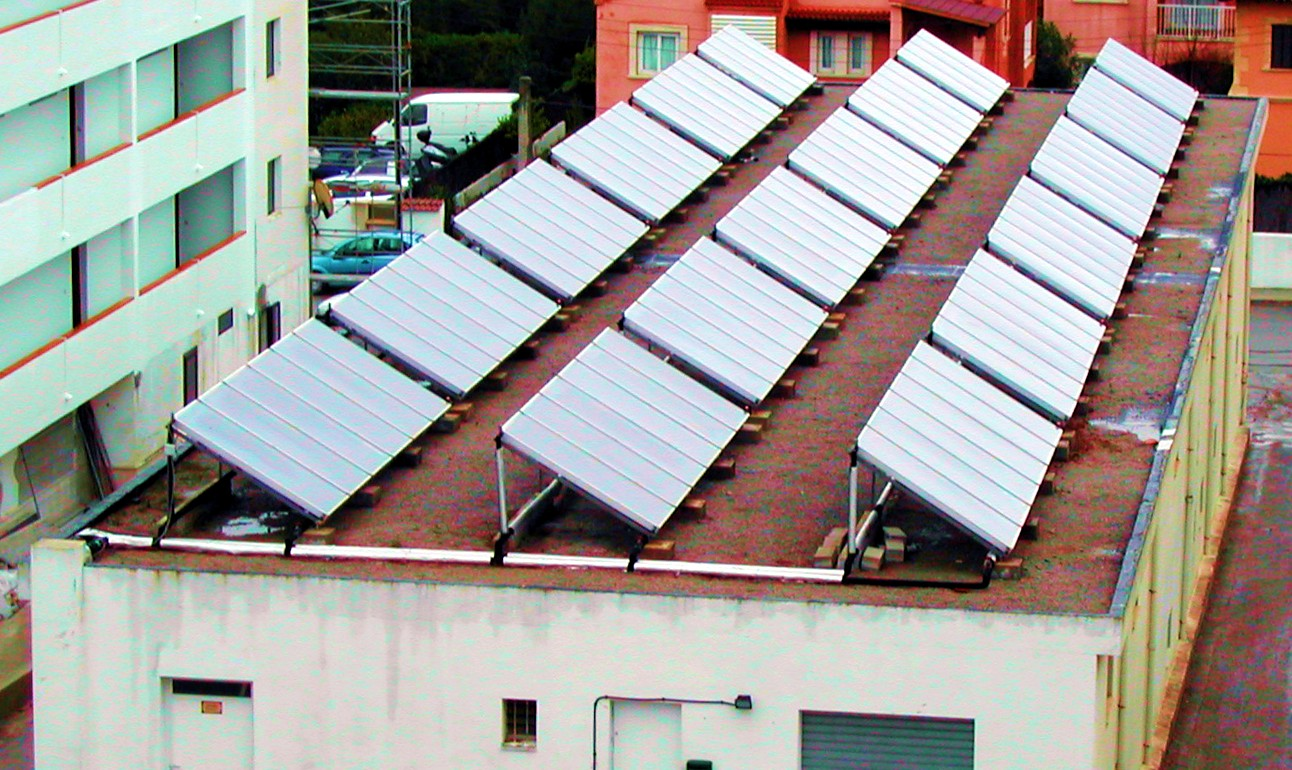
Colectoare solare pentru prepararea apei calde la un hotel din Mallorca.

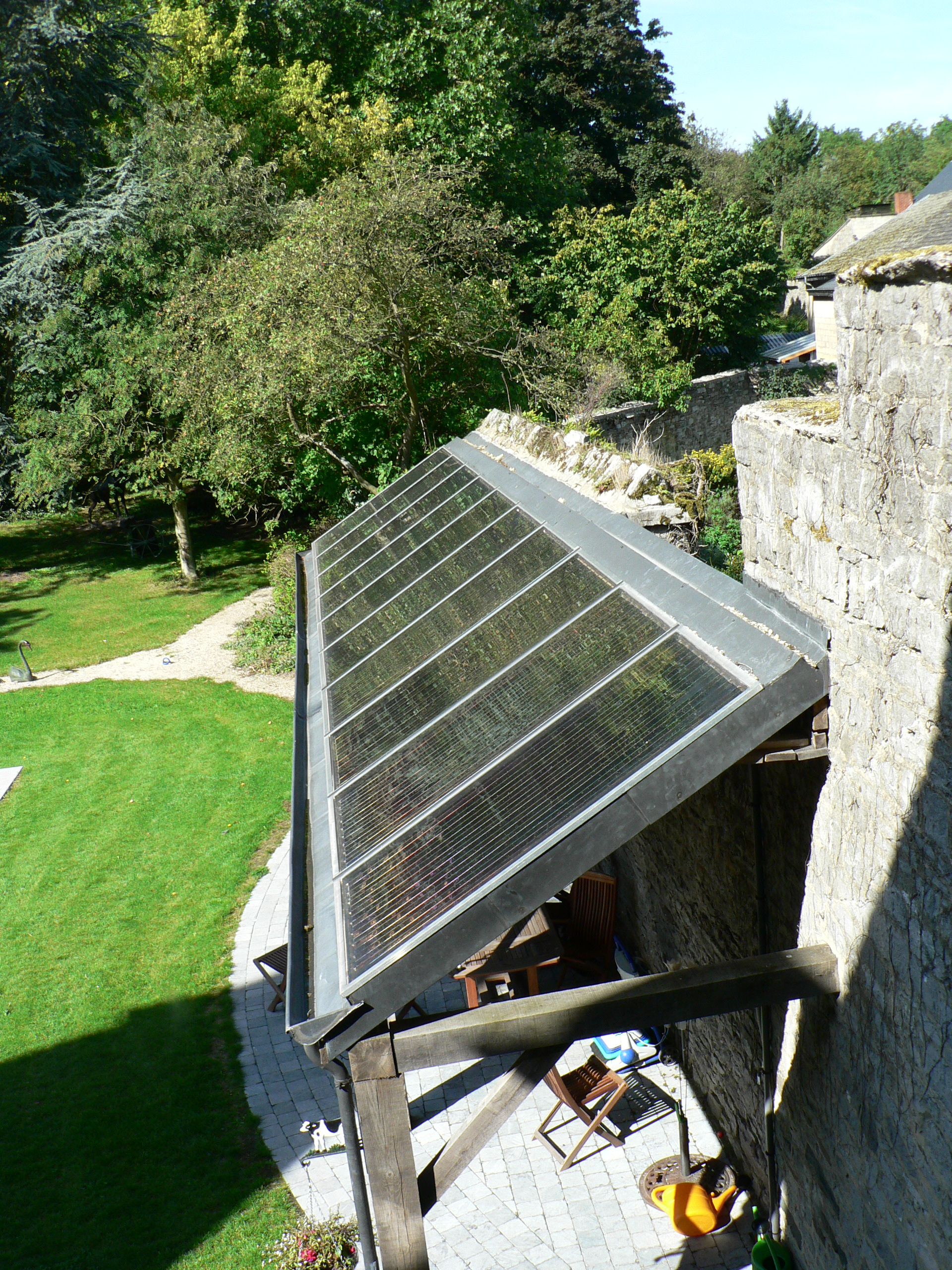
Colectoare solare pentru încălzirea apei unui bazin de înot.

- Colectoarele solare transformă energia radiației solare în căldură atunci când aceasta cade pe suprafața de absorbție
- Pentru a obține o temperatură de 40-60 °C în rezervor, este necesar ca în colector să se atingă cel puțin 65 °C. Dacă colectorul solar este montat în circuit doar pentru a preîncălzi apa din rezervor, randamentul va fi mai mare deoarece nivelele de temperatură pot fi mai mici.
- Izolarea termică împiedică schimbul de căldură între două medii.
- Scopul și locul instalării  sunt importante din punct de vedere al gradului de exploatare, al eficienței în exploatare și ca urmare al economicității instalației.

Cele de mai sus au o greutate considerabilă în analiza economicității utilizării colectoarelor solare unde întrebarea de bază se referă la recuperarea investiției. Tendința este de a utiliza capacitatea colectoarelor la maximum fără perioade de mers în gol.
Pentru prepararea apei calde menajere de exemplu, este nevoie să se cunoască nevoia zilnică de apă caldă. În acest caz este bine ca instalația să se dimensioneze la 70 % din necesarul de energie din cauza diferențelor de capacitate în funcție de anotimp. Dacă se dimensionează la o capacitate de 100 % din energia necesitată iarna, în vară vom avea  un exces de apă caldă care nu se poate utiliza, deci o suprafață de colector neutilizată în care s-a investit. Dacă se dimensionează rezervorul astfel încât să stocheze toată energia calorică produsă, apar pierderile în timp datorită izolației imperfecte a acestuia. Rezultă că atât din punct de vedere economic cât și ecologic, este rațional să se apeleze la un sistem hibrid care combină colectoarele solare cu sisteme clasice de încălzire.